# Valerio Flaco
Cayo Valerio Flaco (en latín, Gaius Valerius Flaccus) (Setia o Padua, c. 45 - c. 90), fue un poeta épico latino.

## Biografía
Su vida es escasamente conocida, y los únicos datos bastante inseguros. Quizá era originario de Padua; su muerte se ha situado hacia el año 90 d. C. Pertenecía a la gens Valeria, una de las más antiguas familias de Roma. Pertenecía al rango senatorial y probablemente era miembro de los Quindecemviri sacris faciundis. Los únicos autores antiguos que lo mencionan son dos hispanos: Quintiliano en su Institutio Oratoria (10.1.90) para lamentar su muerte reciente y precoz en el año 90 como «una inmensa pérdida»; y, quizá, Marcial en Epigramas (1.76), si es que es el mismo Valerio Flaco de que se trata; si lo fuera, entonces habría nacido en Setia, actual Sezze, en el Lacio.
Además, también es mencionado por Tito Livio, un historiador romano, que menciona al poeta romano es su obra Ab Urbe condita.

## Obra
Compuso las Argonáuticas, poema épico inacabado en ocho libros que se desconocía durante la Edad Media y fue descubierto en un manuscrito de la abadía de San Galo (Suiza) en 1416. Trata sobre el viaje de los héroes griegos conocidos como argonautas a la Cólquide en la nave Argos en busca del vellocino de oro, así como de los amores entre Jasón, líder de la expedición, y Medea.
En el poema, Júpiter se queja, en su diálogo con el Sol / Febo, del viaje que van a realizar Jasón y sus compañeros hasta los dominios de Eetes, rey de Cólquide, ya que, de acuerdo con su proyecto de historia del mundo, ha llegado el momento de desempeñar el principal papel a los griegos, para después dejárselo a los romanos.
Pese a la moda neoclásica de la época flavia, se siguen los postulados estéticos alejandrinos y neotéricos. Hay fábulas eróticas y digresiones de carácter mitológico y geográfico vestidas con todos los «colores» de la retórica. Lejos de la severidad moral de la Eneida, la obra, concebida como imitación creadora del homónimo poema de Apolonio de Rodas, es el más fiel exponente de una época juzgada como sombra de un pasado glorioso tenido ya por clásico, siendo al mismo tiempo un nítido reflejo de la nueva estética literaria. Buen hijo de la retórica, Valerio Flaco busca en todo momento la concentración dramática y el encumbramiento del pathos, con Séneca y Lucano como referencia obligada. El poema pudo servir de inspiración a pintores renacentistas como Tiziano en su obra Amor sacro y amor profano.